# Podvysoká
Podvysoká (in ungherese Határújfalu) è un comune della Slovacchia facente parte del distretto di Čadca, nella regione di Žilina.
Il villaggio fu fondato nel 1658.